# Kim Campbell
Avril Phædra Douglas "Kim" Campbell (n. 10 martie 1947) este un om politic, profesor universitar, diplomat și scriitoare canadiană.
În perioada 25 iunie 1993 - 4 noiembrie 1993 a deținut funcția de premier al Canadei, fiind singura femeie din Canada care a avut această funcție.

## Biografie
Campbell s-a născut în Port Alberni, în Columbia Britanică, fiica lui Phyllis "Lissa" Margaret (née Cook, 1923-2013) și George Thomas Campbell (1920-2002), un avocat care a lucrat cu The High Seaforth din Canada în Italia. Tatăl ei s-a născut în Montreal, cu părinți scoțieni, din Glasgow. Mama sa a plecat cand Campbell avea 12 ani, lăsandu-o pe Kim și pe sora ei Alix să fie crescute de tatăl lor. Ca adolescentă, Campbell s-a poreclit singură Kim. 
În timpul adolescenței sale, Campbell a fost gazdă și reporter la programul de televiziune Junior Television Club pentru copiii pe canalul CBC.
Campbell și familia sa s-au mutat în Vancouver, unde a urmat școala secundară Prince of Wales' și a fost una dintre cele mai bune eleve. A devenit prima femeie studentă președinte a școlii, și a absolvit în 1964.

## Universitatea și cariera timpurie
A obținut o diplomă de licență de onoare în domeniul științelor politice de la Universitatea din Columbia Britanică, absolvind în 1969. Ea a fost activă în guvernul studențesc și a servit ca prima președintă a grupei de boboci. Apoi a absolvit un an de studii postuniversitare la acea școală, pentru a se califica pentru studii de doctorat. Campbell a intrat în London School of Economics în 1970 pentru a studia în continuare doctoratul ei în guvernul sovietic și a petrecut trei luni în turneu prin Uniunea Sovietică, din aprilie până în iunie 1972. A petrecut câțiva ani studiind limba rusă și a afirmat că era aproape fluentă, deși, atunci când a fost rugată să spună câteva cuvinte de primire de către un reporter lui Boris Elțin în timpul vizitei sale în Canada în 1993, nu a putut și ci a spus numai "Bună ziua, domnule Elțin". În final, Campbell și-a părăsit studiile de doctorat, revenind să trăiască în Vancouver, după ce s-a căsătorit cu Nathan Divinsky, partenerul ei de mult timp, în 1972. A primit, în 1983, licența în drept de la Universitatea din Columbia Britanică. Ea a fost admisă ca avocat în British Columbia Bar în 1984 și a practicat în Vancouver până în 1986.